# Општина Бран (Брашов)
Општина Бран (рум. Comuna Bran) је општина у жупанији Брашов у Румунији. Седиште општине је насеље Бран. Према попису из 2021. у општини је живело 4.866 становника. Простире на површини од 79,17 km².

## Становништво
| 1992. | 2002. | 2011. | 2021. |
| ----- | ----- | ----- | ----- |
| 5.692 | 5.292 | 5.181 | 4.866 |

Општина Бран је на попису 2021. године имала 4.866 становника, за 315 мање (-6,08%) од претходног пописа 2011. године када је било 5.181 становника. Већину становништва чине Румуни.
| Етнички састав према попису из 2021.‍ | Етнички састав према попису из 2021.‍ | Етнички састав према попису из 2021.‍ | Етнички састав према попису из 2021.‍ | Етнички састав према попису из 2021.‍ |
| ------------------------------------ | ------------------------------------ | ------------------------------------ | ------------------------------------ | ------------------------------------ |
|                                      |                                      |                                      |                                      |                                      |
| Румуни                               | Румуни                               |                                      | 3.784                                | 77,76%                               |
| Роми                                 | Роми                                 |                                      | 16                                   | 0,33%                                |
| Мађари                               | Мађари                               |                                      | 4                                    | 0,08%                                |
| Немци                                | Немци                                |                                      | 4                                    | 0,08%                                |
| Остали                               | Остали                               |                                      | 8                                    | 0,16%                                |
| Непознато                            | Непознато                            |                                      | 1.050                                | 21,58%                               |

### Насеља
Општина се састоји из 4 насеља.
| Насеље       | Румунски назив | Број становника | Број становника |
| Насеље       | Румунски назив | 2011.           | 2021.           |
| ------------ | -------------- | --------------- | --------------- |
| Бран         |                | 1.492           | 1.596           |
| Пределуц     |                | 958             | 904             |
| Соходол      |                | 1.508           | 1.335           |
| Шимон        |                | 1.223           | 1.031           |
| Општина Бран |                | 5.181           | 4.866           |